# Soldier of Fortune (Zeitschrift)
Soldier of Fortune (abgekürzt SOF), Beiname The Journal of Professional Adventurers, ist eine ehemalige Fachzeitschrift für das Söldnerwesen, die von 1975 bis 2016 erschien. Die Erscheinungsweise war monatlich. Die Zeitschrift berichtete über Kriege weltweit mit einem Fokus auf konventionelle Kriegsführung, Konflikte niedriger Intensität sowie Aufstands- und Terrorismusbekämpfung. Insbesondere der Kleinanzeigenteil, in dem Söldner ihre Dienste anboten und zum Teil Mordaufträge vergeben wurden, stand zeit seines Erscheinens in der Kritik.
Heute erscheint Soldiers of Fortune als Webmagazin, herausgegeben von Susan Katz Keating.

## Geschichte
Soldier of Fortune wurde 1975 von Lieutenant Colonel, US Army Reserve, (Ret.) Robert K. Brown gegründet, einem Green Beret, der den Spezialkräften während des Vietnamkriegs angehörte.
1970 gründete Brown zusammen mit Peter Lund den Verlag Paladin Press, darunter Literatur für Survivalismus, Schusswaffen, Martial Arts und Selbstverteidigung, Militär- und Polizeitaktik, Spionage und Spionageabwehr. Nach fünf Jahren verließ er das Verlagshaus und gründete Soldier of Fortune, zunächst als eine Art Fanzine für einen kleinen Kreis heraus. Es berichtete damals über Söldneranwerbung in Oman, wo Sultan Qabus bin Said 1970 seinen Vater gestürzt hatte und versuchte den Dhofar-Aufstand niederzuschlagen. Browns kleines Magazin wuchs schnell zu einem farbigen Hochglanzformat-Magazin an. Es fand recht schnell seine Nische und wurde die erste populäre Zeitschrift, die von dem neuen Trend um Paramilitarismus und Survivalismus profitieren konnte.
Insbesondere zu Beginn warb das Magazin ausländische Söldner in den Rhodesian Security Forces im Rhodesischen Bürgerkrieg zu dienen. Als sich Erfolg bei dem Magazin einstellte, wurden nach dem Vorbild von SOF weitere, ähnliche Zeitschriften wie Survive, Gung Ho!, New Breed, Eagle, Combat Illustrated, Special Weapons and Tactics und Combat Ready gegründet.
SOF wurde von der Omega Group Ltd., in Boulder, Colorado herausgegeben. Mitte der 1980er erlebte das Magazin seinen größten Erfolg und hatte mehr als 190.000 Abonnenten und beschäftigte mehr als 50 Personen. Im April 2016 erschien die letzte Printausgabe. Das Magazin erscheint seitdem als Onlinemagazin.
Im Mai 2022 gab Gründer Robert K. Brown bekannt, dass das Magazin an  Susan Katz Keating verkauft wurde. Keating ist eine langjährige Redakteurin der Zeitschrift mit einem Schwerpunkt auf Sicherheit, die während des Nordirlandkonflikts aufwuchs. Mittlerweile wird das Magazin von Soldier of Fortune LLC herausgegeben und ist in Tampa, Florida ansässig.

## Kontroversen
Die Rubrik „Gun for hire“, quasi der Kleinanzeigenteil der Zeitschrift, sorgte immer wieder für Kontroversen und auch Prozesse. Auf den Seiten boten Söldner ihre Dienste an und konnten per Anzeigen angeworben werden. Dies war auch immer wieder Quelle für Prozesse.

### Schwere Verletzungen
1987 verklagte Norman Norwood aus Arkansas Soldier of Fortune, da er Ziel eines Mordversuchs durch zwei Männer war, die über den Kleinanzeigenteil der Zeitschrift angeworben wurden. Dabei wurde er verletzt. Das Magazin versuchte den Fall im Schnellverfahren abzuwürgen und verwies auf die freie Rede im 1. Zusatzartikel zur Verfassung der Vereinigten Staaten. Der US District Court sah die Voraussetzungen für den Schutz als nicht gegeben an. Der Zeitschrift gelang es jedoch sich mit Norwood außergerichtlich zu einigen.

### Ehefrau
1985 erschoss ein Vietnamveteran für $10.000 eine Ehefrau in Knoxville, Tennessee. Der Auftraggeber war der Ehemann der Ermordeten, der den Killer durch eine Anzeige in SOF fand. 1989 verklagten Sohn und Mutter das Magazin und den Verlag Omega Group Ltd., auf 21 Millionen US-Dollar.
Eine Jury verurteilte das Magazin zur Zahlung von 9,5 Millionen Dollar. Jedoch hob 1990 der United States Court of Appeals for the Fifth Circuit die Jury-Entscheidung auf, da die Schadenssumme zu hoch war und die Anzeige mehrdeutig formuliert war.

### Auftragsmord
1989 wurden vier Männer der Verschwörung zum Mord verurteilt. Sie ermordeten einen Mann in Atlanta, Georgia. Für diese Tat wurden sie über eine Anzeige in SOF angeworben. Brauns Söhne verklagten das Magazin und eine Jury verurteilte sie zur Zahlung von 12,37 Millionen US-Dollar Schadensersatz. Die Summe wurde später auf 4,37 Millionen gekürzt. 1992 bestätigte der United States Court of Appeals for the Eleventh Circuit die Entscheidung der Jury, da dem Herausgeber der kriminelle Hintergrund der Anzeige klar gewesen sein musste. Die Brauns und SOF einigten sich auf 200.000 US-Dollar. Als Konsequenz des verlorenen Prozesses stellte das Magazin Anzeigen von und für Söldner sowohl in den Vereinigten Staaten als auch in Konfliktgebieten komplett ein.

## Computerspiele
Die Computerspielreihe Soldier of Fortune, die bislang drei Teile umfasst, basiert auf einer Lizenz des Magazins. Beim ersten Teil spielt man einen Charakter namens John Mullins. Dieser basiert auf einer realen Person, einem ehemaligen Angehörigen der Special Forces, der vom Magazin-Team als Berater empfohlen wurde.